# Bilal El Megri
Bilal El Megri (arab. بلال ميكري, ur. 19 czerwca 1989 w Al-Funajdik) – marokański piłkarz, grający jako lewy napastnik w Renaissance Zemamra.

## Klub

### Moghreb Tétouan
Zaczynał karierę w Moghrebie Tétouan.
W sezonie 2011/2012 (pierwszym w bazie Transfermarkt) zagrał 7 spotkań. Zdobył mistrzostwo kraju
W kolejnym sezonie zagrał 22 mecze i strzelił trzy bramki.
W sezonie 2013/2014 rozegrał 17 meczów i dwukrotnie asystował. Ponownie został mistrzem Maroka.

### Olympique Khouribga
1 lipca 2014 roku przeniósł się do Olympique Khouribga. W tym zespole debiut zaliczył 28 września 2014 roku w meczu przeciwko Renaissance Berkane (porażka 0:1). Na boisku pojawił się w 77. minucie, zastąpił Ibrahima Bezghoudiego. Pierwszą asystę zaliczył 23 listopada 2015 roku w meczu przeciwko Mouloudia Wadżda (przegrana 1:2). Asystował przy bramce Rachida Tiberkanine w 41. minucie. Pierwsze gole strzelił 1 października 2016 roku w meczu przeciwko Wydad Casablanca (2:3 dla rywali Olympique). Do siatki trafiał w 14. i 40. minucie. Łącznie zagrał 50 meczów, strzelił 6 goli i miał 7 asyst. W sezonie 2015/2016 zdobył puchar Maroka.

### Difaâ El Jadida
1 lipca 2017 roku podpisał kontrakt z Difaâ El Jadida. W tym zespole zadebiutował 9 września 2017 roku w meczu przeciwko Chabab Atlas Khénifra (0:0). Zagrał cały mecz. Pierwszego gola strzelił 20 października 2017 roku w meczu przeciwko FAR Rabat (wygrana 1:2). Do siatki trafił w 55. minucie. Pierwszą asystę zaliczył 9 dni później, a rywalem jego zespołu był Moghreb Tétouan (3:0)/ Asystował przy bramce Adnane'a Ouardy'ego w 8. minucie, a sam strzelał gole w 45. i 80. minucie. Łącznie zagrał 63 mecze, strzelił 13 goli i miał 8 asyst.

### Rapide Oued Zem
9 listopada 2020 roku został zawodnikiem Rapide Oued Zem. W zespole tym debiut zaliczył 5 grudnia 2020 roku w meczu przeciwko Mouloudia Wadżda (1:1). W debiucie asystował przy golu Hichama Marchada w 77. minucie. Pierwszego gola strzelił 18 kwietnia 2021 roku w meczu przeciwko Olympic Safi (przegrana 2:1). Do siatki trafił w szóstej minucie doliczonego czasu gry pierwszej połowy. Łącznie wystąpił w 49 meczach, strzelił 5 bramek i również pięciokrotnie asystował.

### Renaissance Zemamra
1 września 2022 roku przeniósł się do Renaissance Zemamra.